# Villa Pancho
Villa Pancho è un census-designated place degli Stati Uniti d'America, situato nella contea di Cameron dello Stato del Texas. Fa parte dell'area metropolitana di Brownsville–Harlingen.

## Geografia fisica
Villa Pancho è situata a 25°53′02″N 97°24′47″W.
Secondo lo United States Census Bureau, ha un'area totale di 0,3 miglia quadrate (0,78 km²).

## Società

### Evoluzione demografica
Secondo il censimento del , c'erano 386 persone, 96 nuclei familiari e 86 famiglie residenti nella città. La densità di popolazione era di 1.277,3 per miglio quadrato (496,8/km²). C'erano 107 unità abitative a una densità media di 354,1 per miglio quadrato (137,7/km²). La composizione etnica della città era formata dal 97,93% di bianchi, lo 0,26% di isolani del Pacifico, l'1.81% di altre razze. Ispanici o latinos di qualunque razza erano il 95,08% della popolazione.
C'erano 96 nuclei familiari dei quali il 67,7% avevano figli di età inferiore ai 18 anni, il 60,4% erano coppie sposate conviventi, il 20,8% aveva un capofamiglia femmina senza marito, e il 9,4% erano non-famiglie. Il 7,3% di tutti i nuclei familiari erano individuali e il 2,1% aveva componenti con un'età di 65 anni o più che vivevano da soli. Il numero di componenti medio di un nucleo familiare era di 4,02 e quello di una famiglia era di 4,18.
Age distribution was il 42,5% di persone sotto i 18 anni, il 12,7% di persone dai 18 ai 24 anni, il 27,2% di persone dai 25 ai 44 anni, il 13,0% di persone dai 45 ai 64 anni, e il 4,7% di persone di 65 anni o più. L'età media era di 23 anni. Per ogni 100 femmine c'erano 90,1 maschi. Per ogni 100 femmine dai 18 anni in giù, c'erano 85,0 maschi.
Il reddito medio per nucleo familiare era di  12.500 dollari, e il reddito medio per famiglia era di 13.472 dollari. I maschi avevano un reddito medio pro capite di 14.625 dollari contro i 11.786 dollari delle femmine. Il reddito medio pro capite era di 5.685 dollari. Circa il 55,7% delle famiglie e il 46,7% della popolazione erano sotto la soglia di povertà, incluso il 51,3% di persone sotto i 18 anni e il 58,5% di persone di 65 anni o più.